# Deva Stadium
El Deva Stadium se encuentra en Chester (Inglaterra), Reino Unido. Es el campo en el que juega como local el Chester F.C. en la Conference National, la quinta liga de fútbol más importante del país. Fue previamente la sede del desaparecido predecesor del club, Chester City FC, y es el estadio 110 en tamaño de toda Inglaterra.
Fue inaugurado en 1992 sustituyendo al estadio de Sealand Road como sede del equipo de la ciudad, donde se disputaron encuentros entre 1906 y 1990

## Nombre
El estadio debe su nombre al asentamiento romano Deva Victrix, origen de la actual ciudad de Chester. Sin embargo es actualmente conocido como Swansway Chester Stadium por razones de patrocinio.

## Ubicación

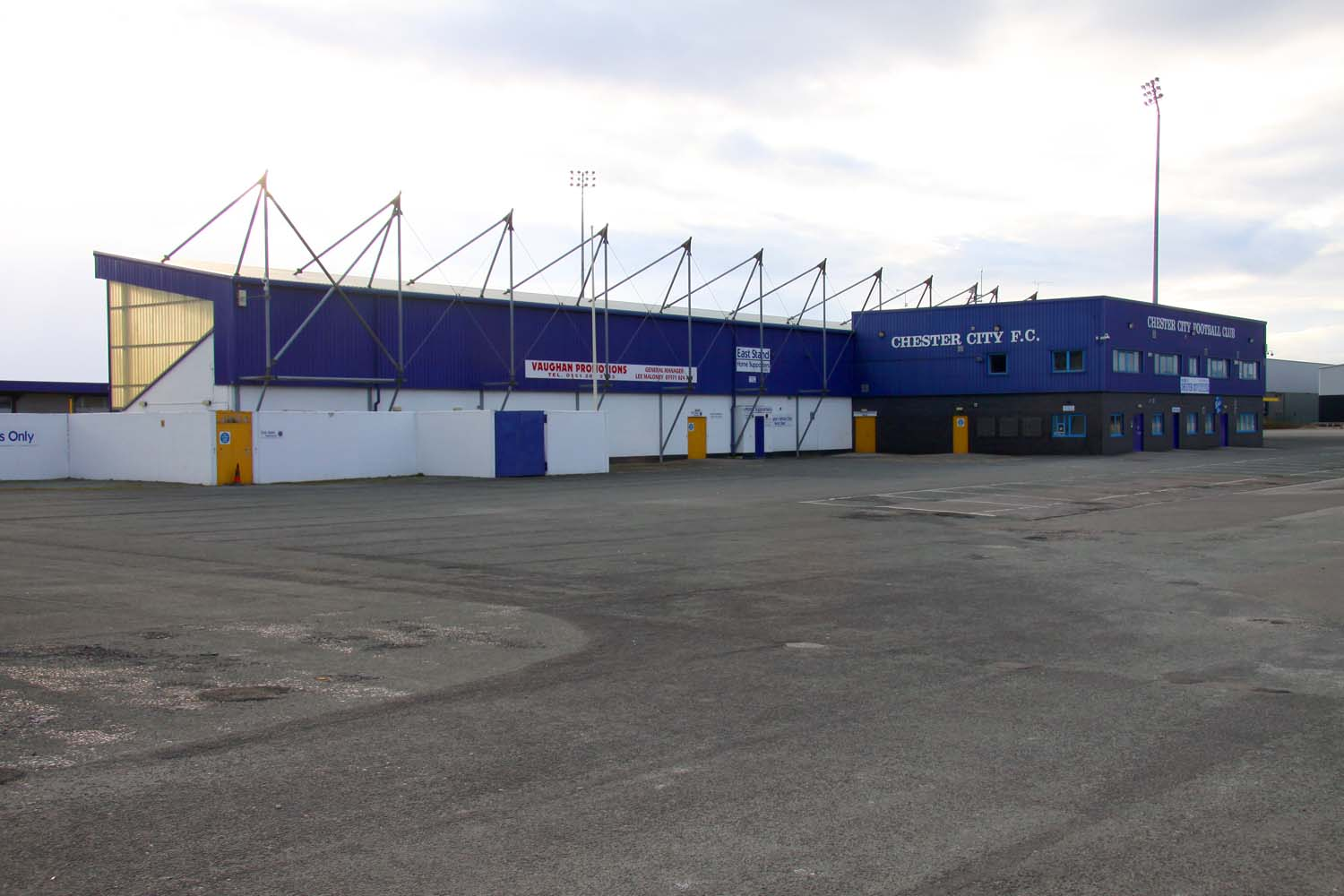
Exterior del Deva Stadium

Se encuentra en el polígono industrial de Sealand Industrial Estate y, dada la condición fronteriza de la ciudad de Chester, resulta curioso que el Deva Stadium está en la misma frontera con Gales, situándose el terreno de juego en la galesa Flintshire y parte del aparcamiento y oficinas en terreno inglés. En cualquier caso, la dirección oficial del complejo es inglesa.
El Deva Stadium es, junto al Racecourse Ground, uno de los escenarios de los tensos Derbis fronterizos que disputan los vecinos Chester FC y Wrexham FC.

## Gradas
Se compone de tres gradas con asientos (Exacta, West Stand y South Stand, esta última para los aficionados visitantes) y un fondo con los aficionados de pie (Harry McNally Terrace, nombrada en honor a un entrenador mítico del club).
- Datos: Q619259
- Multimedia: Deva Stadium / Q619259